# Цимоль (муниципалитет)
Цимоль (исп. Tzimol) — муниципалитет в Мексике, штат Чьяпас, с административным центром в одноимённом посёлке. Численность населения, по данным переписи 2020 года, составила 16 560 человек.

## Общие сведения
Название Tzimol с языка науатль можно перевести как — старая собака.
Площадь муниципалитета равна 358,2 км², что составляет 0,5 % от площади штата, а наиболее высоко расположенное поселение Нуэва-Либертад, находится на высоте 1598 метров.
Он граничит с другими муниципалитетами Чьяпаса: на севере и востоке с Комитан-де-Домингесом, на юго-востоке с Ла-Тринитарией, на юге и западе с Сокольтенанго.

## Учреждение и состав
Муниципалитет был образован в 1931 году, по данным 2020 года в его состав входит 95 населённых пунктов, самые крупные из которых:
| Код INEGI                  | Населённый пункт                                                                                  | Численность населения (2005 год) | Численность населения (2010 год) | Численность населения (2020 год) |
| -------------------------- | ------------------------------------------------------------------------------------------------- | -------------------------------- | -------------------------------- | -------------------------------- |
| 104                        | Всего                                                                                             | 12757                            | 14009                            | 16560                            |
| 0001                       | Цимоль (исп. Tzimol) 16°11′03″ с. ш. 92°11′17″ з. д. (административный центр)                     | 4613                             | 5112                             | 6441                             |
| 0015                       | Сан-Висенте-ла-Месилья (исп. San Vicente la Mesilla) 16°10′52″ с. ш. 92°17′34″ з. д.              | 2318                             | 2604                             | 2971                             |
| 0017                       | Очусхоб (исп. Ochusjob) 16°13′27″ с. ш. 92°15′05″ з. д.                                           | 1071                             | 1173                             | 1322                             |
| 0013                       | Эроэс-де-Чапультепек (исп. Héroes de Chapultepec (El Limón)) 16°04′10″ с. ш. 92°17′08″ з. д.      | 982                              | 1015                             | 1154                             |
| 0058                       | Франсиско-Вилья (исп. Francisco Villa) 16°10′59″ с. ш. 92°17′03″ з. д.                            | 460                              | 527                              | 636                              |
| 0110                       | Нуэва-Либертад (исп. Nueva Libertad) 16°16′03″ с. ш. 92°16′49″ з. д.                              | 479                              | 445                              | 566                              |
| 0088                       | Доктор-Мануэль-Веласко-Суарес (исп. Doctor Manuel Velasco Suárez) 16°07′53″ с. ш. 92°13′41″ з. д. | 365                              | 423                              | 454                              |
| 0007                       | Фелипе-Анхелес (исп. Felipe Ángeles) 16°00′45″ с. ш. 92°13′50″ з. д.                              | 442                              | 430                              | 448                              |
| —                          | Прочие                                                                                            | 2027                             | 2280                             | 2568                             |
| Названия на карте Генштаба |                                                                                                   |                                  |                                  |                                  |

## Экономическая деятельность
По статистическим данным 2000 года, работоспособное население занято по секторам экономики в следующих пропорциях:
- сельское хозяйство и скотоводство — 70,5 % ;
- промышленность и строительство — 14,3 %;
- торговля, сферы услуг и туризма — 13,9 %;
- безработные — 1,3 %.

## Инфраструктура
По статистическим данным 2020 года, инфраструктура развита следующим образом:
- электрификация: 99 %;
- водоснабжение: 18,4 %;
- водоотведение: 95,3 %.

## Туризм
Основные достопримечательностями, привлекающие туристов являются водопады Сан-Висенте и Эль-Чифлон, а также центр отдыха Рехоя.